# Língua iaai
Iaai (pronúncia   |jaːi| é uma língua da Ilha Ouvéa (Nova Caledônia). Compartilha essa ilha com falantes da Fagauvea, uma língua Polinésia.
Iaai é a sexta língua mais falada da Nova Caledônia, com 4.078 falantes em 2009. É ensinado nas escolas em um esforço para preservá-lo.
As principais fontes de informação sobre a língua do Iaai são as diversas publicações da linguista Françoise Ozanne-Rivierre, do LACITO–CNRS.

## Escrita
O alfabeto latino utilizado pela língua apresenta as 5 tradicionais vogais simples ou duplas, com sem trema, mas o A e o U podem ser usados com acento circunflexo.
Não se usam as consoantes Q, X, Z. Usam-se as formas hl, hm, hmw, hn, hng, hnr, hny, hv, hw, kb, mw, nr, ng, pw, sh, th, tr.

## Fonologia
Iaai é notável por seu grande inventário de fonemas incomuns, em particular suas consoantes, com uma rica variedade de nasais surdos e aproximantes.

### Consoantes
Iaai tem uma distinção de sonoridade incomum em suas sonoras, bem como em várias séries coronais. Ao contrário da maioria das línguas da Nova Caledônia, oclusivas as sonoras não são pré-nasalizadas.

|                    |                 | Labial   | Labial   | Denti- alveolar | Alveolar | Retroflexa | Pre-palatal | Velar | Glotal  |
| plana / Palatizada | Labiovelarizada |          |          | Denti- alveolar | Alveolar | Retroflexa | Pre-palatal | Velar | Glotal  |
| ------------------ | --------------- | -------- | -------- | --------------- | -------- | ---------- | ----------- | ----- | ------- |
| Oclusiva           | sonora          | p (pʲ)   |          | t̪               |          | ʈ (ʈ͡ʂ)     | c (c͡ç)      | k     |         |
| Oclusiva           | sonora          | (b) (bʲ) | bʷ (bˠʷ) | d̪               |          | ɖ (ɖ͡ʐ)     | ɟ (ɟ͡ʝ)      | ɡ     |         |
| Nasal              | surda           | m̥ (m̥ʲ)   | m̥ʷ (m̥ˠʷ) | n̪̊               |          | ɳ̊          | ɲ̊           | ŋ̊     |         |
| Nasal              | sonora          | m (mʲ)   | mʷ (mˠʷ) | n̪               |          | ɳ          | ɲ           | ŋ     |         |
| Fricativa          | surda           | f        |          | θ               | s        |            | ʃ           | x     |         |
| Fricativa          | sonora          |          |          | ð               |          |            |             |       |         |
| Aproximante        | surda           | ɥ̊ (ɸʲ)   | ʍ        |                 | l̥        |            |             |       | h       |
| Aproximante        | sonora          | ɥ (βʲ)   | w        |                 | l        |            |             |       | (vowel) |
| Vibrante           | Vibrante        |          |          |                 |          | ɽ          |             |       |         |

Ao contrário de muitos idiomas com oclusivas denti-alveolares, Iaai /t̪, d̪/ são lançados abruptamente e /t̪/ tendo um tempo de início de voz muito curto . No entanto, as oclusivas palatais apicais pós-alveolares e laminais /ʈ, ɖ, c, ɟ/ têm lançamentos substancialmente africados {{IPA|[ʈᶳ, ɖᶼ, cᶜ̧, ɟᶨ]} }, e pode ser melhor descrito como sons entre poclusivas e africadas apropriadas.
Os aproximantes labiais são colocados em suas respectivas colunas seguindo seu comportamento fonológico (seus efeitos nas vogais seguintes), mas há evidências de que todos os membros dessas séries são lábio-palatais ou lábio-velares. /ɥ̊, ɥ/ às vezes são pronunciadas como fricativas fracas [ɸʲ, βʲ].
Em muitos casos, palavras com aproximantes sonoros e surdos são morfologicamente relacionadas, como /liʈ/ "noite" e /l̥iʈ/ "preto". /h/- e palavras com início de vogal têm uma relação semelhante. A sonorante surda frequentemente marca incorporação de objeto. No entanto, muitas raízes com sonorantes surdas não têm cognato sonoro.
Os labiais labializados são mais precisamente labiais labializados. Há evidências de que consoantes labiais não labializadas como /m/ são palatalizadas /pʲ/, /mʲ/ , etc., mas isso é obscurecido antes das vogais anteriores. Se esta for a situação, seria paralelo idiomas micronésios que não têm labiais simples.

### Vogais
Iaai tem dez qualidades de vogais, todas as quais podem ocorrer longas e curtas. Há pouca diferença na qualidade dependendo da extensão
|               | Anterior não arredondada | Anterior arredondada | Central | Posterior não arredondada | Posterior arredondada |
| ------------- | ------------------------ | -------------------- | ------- | ------------------------- | --------------------- |
| Fechada       | i iː                     | y yː                 |         |                           | u uː                  |
| Quase Fechada | e eː                     | ø øː                 |         | ɤ ɤː                      | o oː                  |
| Meio Aberta   | [œ œː]                   |                      |         | ɔ ɔː                      |                       |
| Aberta        | æ æː                     |                      | a aː    |                           |                       |

Iaai constitui um dos poucos casos de vogais arredondadas frontais atestado fora de sua fortaleza geográfica na Eurásia, mesmo que outros casos já tenham sido relatados na família Oceânica.
A vogal /ø øː/ só ocorre em meia dúzia de palavras. Em todos esses, exceto /ɲ̊øːk/ "dedicar", aparece entre uma consoante labial (b, m) e velar (k, ŋ).
Após as consoantes labiais não labiovelarizadas e a vogal /y yː/, a vogal /ɔ ɔː/ é pronunciada [œ œː].
As vogais abertas contrastam apenas em alguns ambientes. /æ æː/ só ocorre após as consoantes labiais simples e a vogal /y yː/, o mesmo ambiente que produz [œ œː]. /a aː/ não ocorre após /ɥ ɥ̊ y yː/, mas ocorre em outro lugar, de modo que há um contraste entre /æ æː/ e /a aː/ após /b p m m̥ f/.
As vogais /i e ø a o u/ são escritas com suas letras IPA. /y/ está escrito û, /æ/ está escrito ë, /ɔ/ está escrito â,' ' e /ɤ/ é escrito ö. As vogais longas, que são duas vezes mais longas que as vogais curtas, são escritas duplamente

## Amostra de texto
Pai Nosso (Lucas 11: 2-4)
- 2.	Me e ame ha ködrin, ka habe, Öbun ka he ka hic, me ha thö, ka habe, Cica lö, E so e ka kap iâm. E so e o but dokhom dokhu.
- 3.	Ham kohmun hnyi je bong jeû ae ûcû ka hnyi bong bi
- 4.	Thang ut ta je monu gahmun; anyin a ohmun e thang minya tavat adre me okongu ohmun. Ca hum ohmun ka hnyi ûcûbic.[7]

Português
- 2. E disse-lhes: Quando orares, dizei: Pai nosso que estás nos céus, santificado seja o teu nome. Venha o teu reino. Seja feita a tua vontade, como no céu, assim na terra.
- 3. Dá-nos dia a dia o pão nosso de cada dia.
- 4. E perdoa-nos os nossos pecados; porque também nós perdoamos a todo aquele que nos deve. E não nos deixes cair em tentação; mas livrai-nos do mal

.==Nota==
1. ↑  Dotte 2012.
2. ↑  «Iaai language and alphabet» [Iaai língua e alfabeto]
3. ↑  The main sources about the phonology of Iaai are Ozanne-Rivierre (1976); Maddieson and Anderson (1994).
4. 1 2  See Maddieson & Anderson (1994).
5. ↑  Maddieson, Ian. Front Rounded Vowels, in Martin Haspelmath et al. (eds.) The World Atlas of Language Structures, pp. 50-53. Oxford: Oxford University Press, 2005. ISBN 0-19-925591-1. (online version).
6. ↑  See for example Löyöp, Lemerig, Vurës of northern Vanuatu, p.194 of: François, Alexandre (2011), «Social ecology and language history in the northern Vanuatu linkage: A tale of divergence and convergence» (PDF), Journal of Historical Linguistics, 1 (2): 175–246, doi:10.1075/jhl.1.2.03fra, hdl:1885/29283.
7. ↑  [[Bible.com Bíblia]